# 拟金茅属
拟金茅属（学名：Eulaliopsis）是禾本科下的一个属，为簇生草本植物。该属共有拟金茅（Eulaliopsis binata）等2种，分布于中亚至中国和菲律宾。